# Orquestra de Câmara da África do Sul
A Orquestra de Câmara da África do Sul é uma orquestra profissional, única orquestra baseada em Pretória. 
A Orquestra foi fundada em 30 de abril de 2000, criada por amantes da música. Desde sua fundação, sua reputação pela qualidade está se estabelecendo no país e desde 2002 ela reside na Universidade de Pretoria, mas apresenta-se frequentemente no Auditório Linder, em Joanesburgo.
A parte dos concertos sinfônicos, a orquestra também participa de performances de balé e produções de ópera e faz gravações regularmente. Participou da produção de Cavalleria Rusticana e I Pagliacci, e numa produção de Romeu e Julieta, de Vincenzo Bellini, na Ópera da África.
A orquestra trabalha sem um maestro residente, mas recebe inúmeras colaborações internacionais, entre eles estão Carlos Franci, Gérard Korsten, Arjan Tien e Conrad van Alphen.